# Världsmästerskapen i hastighetsåkning på skridskor (distanser) 1996
VM i hastighetsåkning på skridskor (olika distanser) 1996 anordnades i Hamar i Norge. De genomfördes i hallen Vikingskipet som uppfördes till Olympiska vinterspelen 1994 i Lillehammer.

## Resultat

### Damer
- - 2 x 500 m
- 1 Svetlana Zjurova, Ryssland  – 79,30
- 2  Kyoko Shimazaki, Japan – 79,47
- 3 Tomomi Okazaki, Japan – 79,56
  - 1 000 m
- 1 Annamarie Thomas, Nederländerna – 1.21,01
- 2 Chris Whitty, USA – 1.21,25
- 3 Emese Hunyady, Österrike – 1.21,53
  - 1 500 m
- 1 Annamarie Thomas, Nederländerna – 2.04,46
- 2 Claudia Pechstein, Tyskland – 2.05,22
- 3 Sandra Zwolle, Nederländerna – 2.05,26
  - 3 000 m
- 1 Gunda Niemann,  Tyskland – 4.13,83
- 2 Claudia Pechstein, Tyskland – 4.18,17
- 3 Ljudmila Prokasjeva, Kazakstan – 4.20,90
  - 5 000 m
- 1 Claudia Pechstein, Tyskland – 7.26,36
- 2 Carla Zijlstra, Nederländerna – 7.28,79
- 3 Elena Belci-DelFarra, Italien – 7.30,66

### Herrar
- - 2 x 500 m
- 1 Hiroyasu Shimizu, Japan – 72,06
- 2 Sergej Klevtjenja,Ryssland – 72,91
- 3 Roger Stram, Norge – 72,85
  - 1 000 m
- 1 Sergej Klevtjenja,Ryssland – 1.13,30
- 2 Adne Søndrål, Norge – 1.13,78
- 3 Sung-Yeol Jaegal, Sydkorea – 1.14,16
  - 1 500 m
- 1 Jerven Straathof, Nederländerna – 1.53,94
- 2 Adne Søndrål, Norge – 1.54,14
- 3 Martin Hensman, Nederländerna – 1.54,38
  - 5 000 m
- 1 Ids Postma, Nederländerna – 6.47,09
- 2 Keiji Shirahata, Japan – 6.47,20
- 3 Gianni Romme, Nederländerna – 6.48.21
  - 10 000 m
- 1 Gianni Romme, Nederländerna – 14.05,46
- 2 Bart Veldkamp, Belgien – 14.15,20
- 3 Frank Dittrich, Tyskland – 14.15,33